# Enshi

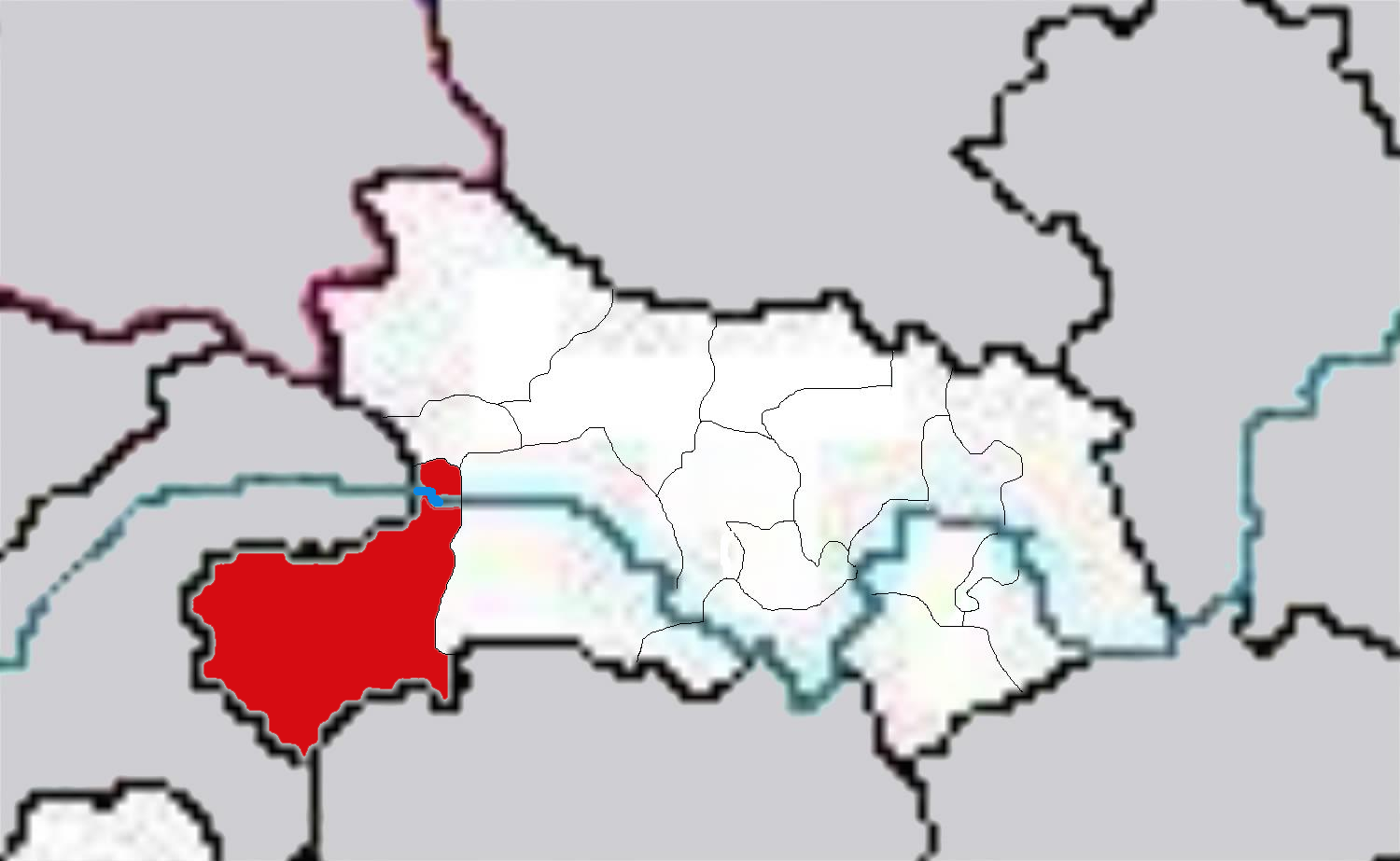
Lage Enshis in Hubei.

Der autonome Bezirk Enshi der Tujia und Miao (chinesisch 恩施土家族苗族自治州, Pinyin Ēnshī Tŭjiāzú Miáozú zìzhìzhōu), kurz Enshi, liegt im Südwesten der chinesischen Provinz Hubei. Enshi erstreckt sich von 108°23′12′′ bis 110°38′08′′ östlicher Länge und von 29°07′10′′ bis 31°24′13′′ nördlicher Breite. Sein Verwaltungsgebiet grenzt im Westen und Norden an die Stadtbezirke Qianjiang und Wanzhou der Stadt Chongqing, im Süden an den autonomen Bezirk Xiangxi der Provinz Hunan und im Nordosten und Osten an Shennongjia und Yichang in Hubei. Enshi hat eine Fläche von 24.061 km² und 3.456.136 Einwohner (Stand: Zensus 2020). Ganz Enshi ist ein Berggebiet, das von Südwesten nach Nordosten von den Wu-Bergen (chinesisch 巫山, Pinyin Wū Shān), dem Qiyue-Gebirge (chinesisch 齐岳山脉, Pinyin Qíyuè Shānmài), dem Wuling-Gebirge (chinesisch 武陵山脉, Pinyin Wŭlíng Shānmài) und dem Dalou-Gebirge (chinesisch 大娄山脉, Pinyin Dàlóu Shānmài) durchzogen wird. Höhen unter 1000 m sind nur vereinzelt anzutreffen.

## Administrative Gliederung
Auf Kreisebene setzt sich der autonome Bezirk aus zwei kreisfreien Städten und sechs Kreisen zusammen. Diese sind (Stand: Ende 2019).:
- Stadt Enshi (恩施市), 3.972 km², 783.600 Einwohner, Hauptstadt des autonomen Bezirks;
- Stadt Lichuan (利川市), 4.603 km², 674.500 Einwohner;
- Kreis Jianshi (建始县), 2.667 km², 424.000 Einwohner, Hauptort: Großgemeinde Yezhou (业州镇);
- Kreis Badong (巴东县), 3.354 km², 431.900 Einwohner, Hauptort: Großgemeinde Xinling (信陵镇);
- Kreis Xuan’en (宣恩县), 2.730 km², 309.200 Einwohner, Hauptort: Großgemeinde Zhushan (珠山镇);
- Kreis Xianfeng (咸丰县), 2.520 km², 311.400 Einwohner, Hauptort: Großgemeinde Gaoleshan (高乐山镇);
- Kreis Laifeng (来凤县), 1.344 km², 250.200 Einwohner, Hauptort: Großgemeinde Xiangfeng (翔凤镇);
- Kreis Hefeng (鹤峰县), 2.872 km², 205.500 Einwohner, Hauptort: Großgemeinde Rongmei (容美镇).

## Ethnische Gliederung der Bevölkerung (2000)
Beim Zensus im Jahre 2000 hatte Enshi 3.775.190 Einwohner.
| Name des Volkes | Einwohner | Anteil  |
| --------------- | --------- | ------- |
| Han             | 1.783.554 | 47,24 % |
| Tujia           | 1.698.703 | 45,0 %  |
| Miao            | 205.817   | 5,45 %  |
| Dong            | 67.440    | 1,79 %  |
| Bai             | 6461      | 0,17 %  |
| Hui             | 3385      | 0,09 %  |
| Mongolen        | 3333      | 0,09 %  |
| She             | 1844      | 0,05 %  |
| Manju           | 804       | 0,02 %  |
| Yi              | 544       | 0,01 %  |
| Zhuang          | 431       | 0,01 %  |
| Sonstige        | 2874      | 0,08 %  |